# Grotteria
Grotteria est une commune italienne de la province de Reggio de Calabre, dans la région Calabre.

## Géographie physique
Grotteria est une petite ville située dans la vallée du Torbido, dans la région de la Locride. Elle fait partie des territoires du versant ionien et est la 30e commune en superficie de la province de Reggio de Calabre.

## Caractéristiques géologiques
Le territoire de Grotteria repose sur un complexe de calcaire évaporitique blanc-jaunâtre, parfois arénacé, avec de fines couches de silt et d’argiles silteuses. Ce substrat géologique présente une résistance modérée à l’érosion et une perméabilité moyenne.
Dans les zones environnantes, on trouve des dépôts de sables grossiers, dont la couleur varie du brun clair au blanc cassé, caractérisés par une bonne compaction et des intercalations arénacées. Ces dépôts montrent une résistance modérée à l’érosion et une perméabilité élevée, influençant les caractéristiques hydrogéologiques du territoire.

## Origines du nom
Établie dans une zone habitée depuis le VIIIe siècle av. J.-C., selon les découvertes archéologiques réalisées dans les environs, la localité est parfois identifiée avec l’ancien Castrum Minervae. Le toponyme, qui apparaît dans des documents du XIIIe siècle rédigés en grec sous les formes Agriotèra, Agriotèras et Agriotèrou, est attesté au XIVe siècle sous les noms de Grutteriae, Agrettarie et Gruttarie. Il pourrait dériver des termes grecs àgrios, signifiant « sauvage », et tèra, « chasse », ou provenir du grec kruptèria, qui signifie « lieu caché, cachette ». Cependant, certains associent le nom de la localité au latin CRYPTA AUREA, « grotte dorée », en référence aux mines d’or qui se trouvaient à proximité.

## Histoire
Les origines de Grotteria sont incertaines. Il semble qu’elle ait été fondée avant le XIe siècle av. J.-C. par le Grec Idoménée, qui y aurait construit un temple dédié à la déesse Minerve. Pour cette raison, la ville fut nommée Eruma Atenaies (Château de Minerve). Par la suite, elle fut occupée par les Locriens, qui la renommèrent Athenaeon, peut-être en raison de la présence de bâtiments destinés à l’enseignement des sciences et des arts. Lorsque l’empereur romain Auguste occupa de nombreuses régions de la Calabre, y compris Grotteria, le nom de la ville fut à nouveau changé en Crypta Aurea (Grotte d’or). Dans les environs, une mine permettait effectivement d’extraire des minéraux, notamment de l’or et de l’argent.
Au Xe siècle, les Sarrasins envahirent les côtes calabraises, forçant les populations à se déplacer vers l’intérieur des terres. Les habitants de Grotteria quittèrent leurs maisons pour s’installer au sommet d’une colline, cherchant à se protéger des attaques maritimes. Pendant ce temps, la Calabre passa sous la domination byzantine, et Grotteria fut profondément influencée par Constantinople. Les usages, coutumes, rites religieux et dénominations s’adaptèrent aux traditions des envahisseurs. Même le nom du ruisseau Zarapotamo, qui coule près du village, provient du grec et signifie « rivière sèche ».
Quelques années plus tard, les Normands s’installèrent dans la région, et Grotteria fut intégrée au comté de Roger de Hauteville, avec juridiction sur les territoires entre Squillace et Reggio de Calabre.
Au début du XIIe siècle, le village devint une seigneurie indépendante, acquérant une importance considérable. Cependant, cette période de prospérité fut de courte durée, car deux violents tremblements de terre frappèrent Grotteria en 1160 et en 1184, causant des dégâts et des pertes humaines. Avec l’arrivée des Souabes au XIIIe siècle, le bourg retrouva son dynamisme et, vers 1458, Grotteria devint le chef-lieu d’un comté important, regroupant 32 hameaux sous sa juridiction, dont Martone, Mammola, Siderno, Gioiosa Jonica et San Giovanni.
Elle atteignit son apogée en 1507, lorsque sa juridiction atteignit sa plus grande extension. Entre-temps, l’usage de la langue vulgaire s’était répandu, et le village fut successivement appelé Grottarea, puis Grottaria et enfin Grotteria. Après les dégâts causés par le tremblement de terre de 1783, l’idée de transférer le centre historique fut envisagée, mais on choisit finalement de le reconstruire.
Entre le XIIIe et le XVIIIe siècle, de nombreuses dynasties féodales possédèrent Grotteria, notamment les Piscicelli, les Caracciolo, les De Luna, les D'Aragona de Ayerbe et les Carafa. Ces derniers y régnèrent longtemps, en deux périodes distinctes, jusqu’en 1806.
En 1806, Joseph Bonaparte, frère de Napoléon, fut proclamé roi de Naples. Avec la réorganisation administrative qui suivit, Grotteria devint un district avec juridiction sur Mammola, Gioiosa Jonica, Martone et San Giovanni. Mais la ville fut à nouveau frappée par une catastrophe : le 13 novembre 1855, un orage violent détruisit les habitations et inonda les campagnes, plongeant de nombreuses familles dans la misère.

## Monuments et lieux d'intérêt

### Architectures religieuses
La religiosité des habitants de Grotteria est attestée par le fait que, tout au long de son histoire, Grotteria a possédé pas moins de 23 lieux de culte. Aujourd'hui, il reste l'église de San Giorgio Martire (dite San Domenico) ; celle de San Nicola ; le sanctuaire du Très-Saint Crucifix ; la Cattolica dei Greci, paroisse de Santa Maria Assunta (Matrice) ; la chapelle de la Conception ; la petite église de Sant'Antonio, et l'église récemment construite. Beaucoup d'autres n'existent plus : l'église du Carmine, l'église de San Giorgio, l'église de Valverde, l'église du Soccorso, l'église de la Trinité, la chapelle de Sant'Onofrio, l'église de la Très-Sainte Annonciation, l'église dite de l'Oratoire, la petite église/chapelle de la Bofia, dite Madonna della Scala.

#### Église de San Giorgio Martire (Dite San Domenico)
Elle fut construite au XIe siècle et détruite par le tremblement de terre de 1793. Reconstruite, elle fut à nouveau endommagée par le séisme du 7 mars 1928 et restaurée deux ans plus tard. La façade présente un portail en pierre avec des décorations florales, accompagné de quatre fausses colonnes corinthiennes (deux de chaque côté). L'intérieur est constitué d'une seule nef. L'autel en marbres polychromes est surmonté de la statue de la Vierge de Pompéi avec Sainte Catherine de Sienne et Saint Dominique. Dans l'église, on trouve également un baptistère en marbre avec un couvercle en bois et une ancienne statue de Sainte Philomène, offerte à la paroisse par la famille Tavernese.

#### Saint-Antoine
Elle fut fondée en 1640 par l'avocat Antonio De Maggio. Par la suite, elle devint la chapelle privée de la famille Macedonio. Sur la façade, une entrée est surmontée d'un tympan en arc de cercle avec un blason. Au-dessus, une fenêtre. À l'intérieur, il y a une niche d'autel en maçonnerie avec la statue de Saint Antoine de Padoue. Dans la petite église est également conservée la statue de Saint Vincent Ferrier (XVIIIe siècle).

#### Sanctuaire du Très-Saint Crucifix
Il fut construit, plus grand et dans un style moderne, sur une ancienne petite église datant du XVIe siècle. Le petit bâtiment, en effet, subit de nombreux dégâts à cause du tremblement de terre de 1783 et fut complètement détruit par celui de 1908. La façade présente un portail en maçonnerie avec deux niches latérales. À l'intérieur, à une seule nef, est conservé le Très-Saint Crucifix (probablement une œuvre du XVIIe siècle réalisée par un frère capucin), auquel les habitants de Grotteria attribuent un miracle. En février 1745, une terrible tempête s'abattit sur la région, causant des dégâts et des victimes. Les fidèles portèrent alors en procession le Crucifix et, soudainement, la pluie cessa. Depuis lors, le Très-Saint Crucifix devint le patron de Grotteria, remplaçant Saint Gaudioso. De plus, dans le sanctuaire sont conservées la statue de la Vierge des Douleurs, celle de la Vierge de Valverde, la statue en bois du Sacré-Cœur de Jésus, et un cercueil polychrome en bois contenant le Christ mort, déposé de la croix et orné de tous les symboles en bois de la Passion.

#### Catholique des Grecs, paroisse Sainte-Marie Assunta (Matrice)
L'une des plus importantes et imposantes de l'évêché de Locri-Gerace, juste après la basilique mineure de Gerace. Elle fut probablement érigée à la fin du Xe siècle sous le nom de Sainte-Marie Assunta de la Catholique des Grecs. Détruite par le tremblement de terre de 1783, elle fut reconstruite et rouvert au culte le 12 novembre 1926. La façade présente un portail en maçonnerie surmonté d'un tympan brisé et d'une fenêtre rectangulaire (également avec tympan). Plus haut, un rosace aveugle. De chaque côté de l'entrée, accessible par un escalier, se trouvent deux fenêtres. Sur l'église s'élève le clocher avec l'horloge.
L'intérieur est à trois nefs. Sur l'autel en marbres polychromes, se trouve une toile représentant le Crucifix. Les murs et la coupole de l'abside sont entièrement décorés de fresques, et on y trouve également quelques grandes toiles de grande valeur : « Crucifix entre Saints » (œuvre du XVIIe siècle dans le style de Ribeira), « Saint François avec l'Assomption » (également une œuvre du XVIIe siècle de Fabrizio Santafede, de l'école d'Andrea da Salerno), provenant du couvent des Capucins, qui se trouvait sur le site aujourd'hui occupé par l'église du Crucifix, « Vierge des Grâces avec Anges et Saints et un Jeune Homme en costume noble » (peinture à l'huile de l'École Napolitaine, portant l'inscription « Janaurius Sernelli A.D. 1720 »). Le long des nefs se trouvent deux autels avec les statues de la Vierge Immaculée et de Saint Joseph. L'église abrite également les statues de la Vierge du Rosaire, Vierge des Grâces, Sainte Lucie, Saint Jean l'Apôtre, Saint Antoine, Christ Ressuscité (provenant de l'ancienne église qui se trouvait à côté de la place du Tocco, aujourd'hui le théâtre), Saint François de Paola avec une relique, Saint Antoine Abad (cette dernière étant l'œuvre du peintre et sculpteur local, Giuseppe Cavaleri).

#### San Nicola de' Francò
L'église de Saint-Nicolas de Bari est appelée de Francò du nom d'un fidèle qui a lancé les travaux de construction du bâtiment (XVe siècle). La façade présente un portail en pierre surmonté d'une fenêtre. Plus haut, une structure en maçonnerie avec des cloches. À l'intérieur, à une seule nef, se trouve un autel en marbres polychromes sur lequel est installée une toile représentant la Vierge avec l'Enfant, accompagnée de Saint Nicolas et Saint Dominique. L'église abrite également une statue de Saint Nicolas.

#### Chapelle de la Conception
La chapelle, aménagée dans les catacombes de l'église mère, a été agencée entre le XIIIe et le XIVe siècle. De la structure originale, il reste encore une partie du pavage et l'esquille de quelques marches qui communiquaient avec l'église mère. Les travaux de récupération des catacombes et d'agrandissement de la chapelle ont été interrompus en raison du risque d'effondrement. À l'intérieur est conservée une ancienne statue en marbre représentant la Vierge de l'Immaculée Conception avec l'Enfant (IVe siècle).

#### Saint-Nicolas de Protonotaris à contrada Pirgo
Construite en 1963 pour mieux desservir les différentes localités au-delà du Torbido, après le transfert de la paroisse de l'église de Santo Stefano Papa (dans la localité éponyme) à celle de Pirgo. Après cette église, une autre a été construite à côté, qui est aujourd'hui le siège de la paroisse.

#### Sanctuaire de la Vierge des Grâces à contrada Farri
Le sanctuaire a été construit, probablement, autour de 1400, dépendant du Monastère de Sainte-Barbara de Mammola et ensuite de l'Église Mère de Grotteria. Il a été reconstruit plusieurs fois en raison des inondations de la rivière Torbido. Le 27 juillet 1997, la Vierge des Grâces de Farri a été proclamée Reine et protectrice de la Vallée du Torbido et elle est célébrée le dernier dimanche de juillet.

#### Saint Étienne Pape et Martyr
La structure originelle date du XIe siècle, élargie entre le XVIIIe et le XIXe siècle, et dépendant depuis le XVIIe siècle de l'Église Mère de Grotteria. L'église a été fondée par des moines de Serra San Bruno et, de 1912 à 1963, elle fut le siège de la paroisse de Saint-Nicolas de Protonotaris. Saint Étienne Pape et Martyr est célébré le 2 août.

### Architectures civiles
En parcourant les rues du village, on peut admirer plusieurs portails qui ornent les façades des principaux palais, témoignant de l'histoire du village et constituant un élément distinctif et prestigieux des familles nobles locales. En général, les blocs qui composent les portails sont en granit et l'emblème noble est inséré dans la clé de voûte, avec l'année de construction gravée en dessous. L'histoire de ces portails est largement abordée dans la « Chronique de Grotteria ».

#### Palazzo Macedonio
Adjacent à la Chapelle de Saint-Dominique, ancienne chapelle privée des propriétaires de l'édifice, résidence des ducs de Macedonio, le bâtiment possède une porte en pierre travaillée. L'intérieur est intéressant, avec des arcs et des colonnes en pierre. Ici, dans une grande niche, est généralement aménagée la crèche du traditionnel présepe vivant qui se tient à Grotteria.

#### Palazzo Palermo
Porte du Palazzo Palermo de Santa Margherita sur l'ex Place San Domenico à Grotteria, aujourd'hui dédiée à Nicola Palermo.
Il se dresse sur l'ancienne Place San Domenico, aujourd'hui dédiée au patriote Nicola Palermo de la famille des fondateurs, les barons Palermo de Santa Margherita.

#### Palazzo Arena
Fondé au XVIe siècle par la noble famille de Arena (aujourd'hui éteinte), il se trouve sur la Via Vittorio Emanuele III et, bien qu'étant dans un état de dégradation avancée, présente encore le plus beau parmi les portails monumentaux des palais nobles du pays, dont la construction date de 1773.

#### Palazzo Lupis-de Luna d'Aragona
Fondé par l'antique famille féodale des de Luna d'Aragona au XVIe siècle et, par alliances matrimoniales, passé aux Manso puis au XVIIe siècle aux Lupis-Macedonio, il se trouve dans l'ancienne Place del Tocco. Parmi les éléments artistiques remarquables, on trouve le portail monumental, une œuvre du XVIIe siècle de l'école sculpturale de Serra San Bruno, ainsi que la bibliothèque qui abrite plus de 7 000 volumes et diverses collections d'art, des bustes et des portraits, notamment de l'artiste local Giuseppe Cavaleri.

#### Villa Falletti
Imposante construction édifiée par la famille Falletti au XVIIe siècle, dans la localité de Bombaconi. Sur deux niveaux, elle conserve un beau portail en pierre.

### Architectures militaires

#### Château
Le château de Grotteria, situé sur le rocher de Santa Margherita à environ 420 mètres au-dessus du niveau de la mer, a probablement été érigé par les Normands entre le XIe et le XIIe siècle sur les vestiges d’une structure antérieure, peut-être byzantine, utilisée comme « Phourion » pour le contrôle de la voie isthmique. Bien que sa fonction initiale ait été celle de forteresse, avec des meurtrières pour le contrôle et la défense, le château a subi plusieurs transformations au fil des siècles, passant de résidence fortifiée à prison, avant d'être définitivement abandonné.
Entre 1400 et 1500, le château vécut sa période de gloire maximale, mais les fréquents tremblements de terre et les rénovations nécessaires ont progressivement réduit son intégrité. Le dernier grand événement de destruction eut lieu en 1783, lorsqu'un tremblement de terre dévasta le sud de la Calabre, compromettant gravement la structure. Déjà réduit en ruines au XIXe siècle, le château fut définitivement abandonné, ne laissant derrière lui que les murs périmétriques, les vestiges des tours, une citerne d'eau et des traces d’un portail en granit, semi-détruit en 1985.
Le château s'étend sur une grande superficie et présente une architecture typique de type enclos, avec des tours angulaires : une circulaire au nord et une semi-circulaire plus au sud, tandis que le donjon central, de forme circulaire, dominait l'accès à la fortification. La structure, autrefois fortifiée par un pont-levis, abritait également une citerne pour la collecte de l’eau. L’entrée principale, protégée par un bastion, était originellement surveillée par des mâchicoulis, aujourd’hui murés. Sa position stratégique permettait de surveiller toute la vallée, servant de point de guet et de défense contre les invasions, en particulier celles venant du nord.
Au fil des siècles, le château passa entre plusieurs mains aristocratiques : des Caracciolo au XIVe siècle, aux Correale au XVe, aux Carafa au XVIe, jusqu'aux Aragona au XVIIe siècle. Pendant cette époque, le château fut également utilisé comme prison, un témoignage supplémentaire du déclin qui caractérisa son existence. Après le tremblement de terre de 1783, le château perdit définitivement sa fonction défensive et devint une ruine.

### Sites archéologiques

#### Nécropole archaïque
Il s'agit du complexe funéraire le plus important découvert jusqu'à présent (XIe-VIe siècle av. J.-C.), dans lequel de nombreux objets funéraires ont été retrouvés, constitués de céramiques gravées et incisées, de production locale.

#### Nécropoles grecques
Complexe funéraire de l'époque classique constitué de tombes de type à voûte, de rituel à « inhumation ». Deuxième complexe constitué de tombes à voûte, de rituel à « inhumation » avec des objets funéraires comprenant également des céramiques figurées. Troisième complexe de constructions en pierre dont il ne reste que de faibles vestiges des fondations.
Nécropole romaine
Elle est constituée de tombes à voûte, à proximité desquelles on suppose l'existence des restes d'une « villa rustica » latine.
Des découvertes archéologiques ont été faites dans les quartiers de Santo Stefano, Bombaconi, Pirgo, Zinnì, Farri, Agliola, Ricciardo, Marcinà, Seggio et Cambruso.

#### Portanova d'Agropteria
Un colline située à San Paolo abrite les vestiges d'une structure qui, à l'époque médiévale, aurait servi de poste de contrôle pour les passages entre le versant ionien et le versant tyrrhénien.

## Fêtes et Traditions
Triduum Pascal
Pendant le Triduum Pascal, Grotteria participe activement à la passion du Christ en pratiquant des jeûnes, des veillées nocturnes et en suivant la sainte croix sur laquelle Jésus a donné sa vie pour nous, contemplant aussi les souffrances de la mère, jusqu’à arriver au dimanche de la joie éternelle.
Jeudi Saint
À la fin de la célébration de la Sainte Messe en Coena Domini, toutes les églises de la ville sont ouvertes, les lumières éteintes, décorées de bougies et de plantes faites avec des légumineuses. Les églises restent ouvertes toute la nuit pour adorer le Saint-Sacrement jusqu’à la célébration du Vendredi Saint.
Le Silence Commence
Vendredi Saint
L’après-midi, on célèbre la « Passion Domini ».
À la fin, le silence reprend.
Le soir tard, on donne vie au chemin de croix à travers toutes les rues de la ville, avec le cercueil de verre du Christ Mort porté en « vœu » par les femmes, la Sainte Mère des Douleurs, la grande croix de la mort portée sur l’épaule de ceux qui veulent demander grâce, des réverbères et des croix lumineuses portées par les jeunes du village. Le long du parcours, on s'arrête 14 fois, chaque arrêt étant situé là où il y avait autrefois une église, jusqu’à parvenir à l’église mère, puis on continue le matin suivant.
Le Silence Continue
Samedi Saint
Tôt le matin, depuis l’église mère, commence la Via Matris où l’on contemple les 7 douleurs de la Vierge Marie. Arrivés au calvaire de la ville, le prêtre prononce un homélie, puis on retourne à l’intérieur du sanctuaire.
Le silence recommence jusqu’à la célébration de la Résurrection du Christ à minuit.
Dimanche de Pâques
L'après-midi, après la messe, a lieu une représentation suggestive de la Passion du Christ, durant laquelle on porte sur les épaules les statues de la Vierge des Douleurs, de Saint Jean et du Christ ressuscité. Saint Jean court vers la Vierge pour lui annoncer que son fils est ressuscité. Au début, elle ne le croit pas, mais décide ensuite de suivre l’apôtre. En parcourant les rues du centre historique, les statues de Jésus et de la Vierge se rencontrent sur la place San Domenico, et soudainement, le voile noir qui couvre la tête de la Vierge est enlevé pour faire place à un drap bleu.
Fête Patronale en l'Honneur du Saint Crucifix
Un moment crucial de l’année est la fête patronale qui a lieu chaque année le deuxième dimanche de septembre. La fête commence par une neuvaine et se termine le jour de la fête, où des fidèles de toute l’Italie viennent adorer le Crucifix. Les processions traditionnelles sont très suivies, accompagnées du son joyeux de la fanfare. Pendant les jours de fête, les rues de la ville sont décorées de lumières, il y a des concerts et des spectacles de feux d’artifice, la danse des géants accompagnée par le rythme des « tamburinari » et le traditionnel cheval de feu.
Une autre fête très importante en l’honneur du Saint Crucifix a lieu le 16 novembre de chaque année.
Crèche Vivante
Grotteria, à travers la crèche vivante, veut affirmer ses traditions religieuses ainsi que culturelles et historiques, et veut montrer que Noël est avant tout le jour de la naissance de Jésus-Christ. Cette manifestation a lieu chaque année, le 26 décembre.
Saint Étienne Pape
Les 1er et 2 août, les quartiers au-delà du Torbido de Grotteria célèbrent Saint Étienne Pape et Martyr, dont l’église se trouve dans le quartier homonyme.
Madonna delle Grazie
Le dernier dimanche de juillet, la localité Farri et les quartiers voisins célèbrent la Madonna delle Grazie di Farri, protectrice de la vallée du Torbido et vénérée dans le sanctuaire homonyme.

## Économie
Le climat avait favorisé par le passé l'économie agricole, principalement basée sur la production de blé, d’olives, de raisins, de tomates, accompagnée de l’élevage de moutons et de chèvres, ainsi que de la sériciculture, aujourd’hui pratiquement disparue.
De l’intense activité artisanale locale d’autrefois (on se souvient notamment de la prospère fabrication de pipes), il ne reste aujourd'hui qu'une très petite trace : tailleurs, menuisiers, cordonniers, forgerons, barbiers, qui autrefois avaient de véritables écoles, se comptent aujourd'hui sur les doigts d'une main.
Tout cela est dû à l'émigration massive commencée dans les années 50, et qui se poursuit aujourd'hui de manière ininterrompue, ayant presque totalement vidé le village (les habitants actuels sont environ 3 600 contre 9 242 lors du recensement de 1951), ce qui est un phénomène commun à tous les villages de l'intérieur de la Calabre.

## Communes limitrophes
Fabrizia, Galatro, Gioiosa Ionica, Mammola, Marina di Gioiosa Ionica, Martone, San Giovanni di Gerace, Siderno.